# Arturo Araujo
Arturo Araujo Fajardo (Santa Tecla, La Libertad, 1878–San Salvador, 1 de diciembre de 1967) fue presidente de El Salvador entre el 1 de marzo y el 2 de diciembre de 1931.

## Biografía
Era hijo del doctor Eugenio Araujo (Ministro de Hacienda de la Administración General del General Tomás Regalado) y doña Enriqueta Fajardo de Araujo. Realizó estudios en Gran Bretaña donde conoció la ideología socialdemócrata del Partido Laborista Británico. En 1917, después del terremoto, ayudó en la reconstrucción de la ciudad de Armenia

## Llegada al poder
Entre los candidatos que participaron en dichas elecciones, se designó a Arturo Araujo el cual era un Ingeniero de profesión e Historiador. Realizaría sus estudios en Reino Unido dónde aprendería más sobre el Partido Laborista Británico  y las bases de su ideología. Araujo se basaría en un partido similar con el mismo nombre donde competiría para la elección de 1919, Araujo también presentó su candidatura presidencial con el mismo partido quedando en tercer lugar ante la victoria de Jorge Meléndez. Mientras que Pío Romero Bosque propondría a Alberto Gómez Zárate como candidato presidencial, como era de costumbre el presidente saliente designaba a un sucesor de confianza. Zárate tuvo el cargo de Ministro de Guerra durante la administración de Pío Romero Bosque, además de ser el segundo civil en el cargo del Ministerio de Guerra y Marina lo cual provocaría una modernización del estado. 
Entre otros candidatos se encontraron Miguel Tomás Molina que fungió como abogado de carrera además de ser opositor a la Dinastía Meléndez-Quiñones, Molina participó en la elección de 1923 pero termino retirándose de la contienda electoral debido a la Masacre de 1922 ocurrida en las cercanías del Mercado Central de San Salvador, en donde un grupo de mujeres que realizaron una marcha en apoyo al candidato fue reprimido brutalmente por el presidente Jorge Meléndez en donde las ligas rojas y los cuerpos de seguridad tuvieron participación y complicidad. 
Antonio Claramount Lucero y Enrique Cordova, participaron en la elección. Claramount compitió bajo la bandera del Partido Fraternal Progresista. Claramount fungió como militar de carrera en el ramo de caballería. En 1977 su hijo Ernesto Claramount Roseville sería también candidato presidencial  unos años después. Enrique Córdova obtuvo la candidatura con su partido Desarrollo Nacional fue terrateniente y se dedicaría a la caficultura.
Maximiliano Hernández Martínez también presentó una candidatura de facto pero terminó siendo designado presidencial de Araujo.

## Mandató

### Presidencia
Para la campaña presidencial de 1930, fundó el Partido Laborista de El Salvador y logró el apoyo del maestro y escritor Alberto Masferrer.

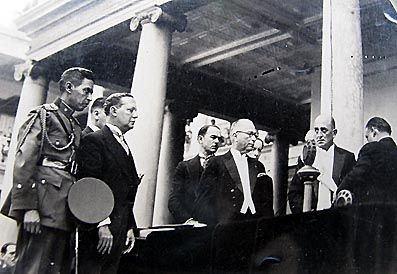
Arturo Araujo toma posesión como presidente de El Salvador el 1 de marzo de 1931.

#### Administración
Tomó posesión de su cargo como Presidente Constitucional el 1 de marzo de 1931, para un período de 4 años, en medio de la crisis económica internacional que siguió a la gran depresión mundial de 1929.
Su gabinete fue organizado de la siguiente forma:
- Ministro de Relaciones Exteriores, Justicia, Instrucción Pública y Beneficencia: Doctor Héctor David Castro
  - Subsecretario de Relaciones Exteriores y Justicia: Doctor Ramón López Jiménez
  - Subsecretario de Instrucción Pública: Doctor Julio Enrique Ávila
- Ministro de Gobernación, Fomento, Agricultura, Trabajo y Sanidad: Doctor Joaquín Novoa
  - Subsecretario de Gobernación y Trabajo: Doctor Julio Alberto Contreras
  - Subsecretario de Fomento y Agricultura: Coronel e Ingeniero Francisco Acosta
- Ministro de Hacienda, Crédito Público, Industria y Comercio: Doctor Francisco José Espinosa
  - Subsecretario de Hacienda, Crédito Público y Comercio: Ingeniero Pedro Salvador Fonseca
- Ministro de Guerra, Marina y Aviación: General Maximiliano Hernández Martínez
  - Subsecretario de Guerra, Marina y Aviación: General Andrés Ignacio Menéndez

Refrendó al doctor Hermógenes Alvarado el nombramiento de Secretario Privado de la Presidencia de la República, y nombró al doctor in-fieri Adolfo Zelaya como Secretario Particular de la Presidencia de la República.
En el 2 de marzo, nombró al bachiller don J. Antonio Novoa Hernández, Oficial Mayor del Ministerio de Gobernación en lugar de don Francisco Jovel Méndez quién pasó a ocupar el puesto de Oficial Mayor del Ministerio de Agricultura, director de la Revista de Agricultura Tropical y Secretario del Comité Nacional de Subsistencia en sustitución de don Manuel R. Aguilar. Para sustituir al señor Novoa Hernández en su previo cargo de Auxiliar de la Oficialía Mayor, se nombró a don Coronado J. Olano.
En el 3 de marzo, nombró director de la Biblioteca Nacional a don Juan Ulloa en sustitución de don Rafael García Escobar. Por la renuncia de don Alfonso Villacorta del empleo de Oficial Mayor del Ministerio de Instrucción Pública, acordó aceptar la renuncia y nombrar en su lugar a don Manuel R. Aguilar. Por estar vacante la plaza de director del observatorio nacional por el nombramiento de Pedro Salvador Fonseca al cargo de Subsecretario, se nombró en su lugar al ingeniero don Félix de J. Osegueda. Nombró auxiliar de la Oficialía Mayor del Ministerio de Fomento y redactor del Boletín de Fomento y Obras Públicas, al señor don Manuel Efraín López en sustitución de don Ignacio Vásquez González que pasó a ocupar la Oficialía Mayor del mismo ministerio. Nombró escribiente del Ministerio de Fomento a la señorita Haydée Martínez en lugar de la señorita María Lydia Martínez.
Para atender a las exigencias de una mejor organización de servicios y para reducir los gastos de la administración pública, anexó la Dirección General de Contribuciones Indirectas a la Dirección General de Contribuciones Directas.

#### Golpe de Estado

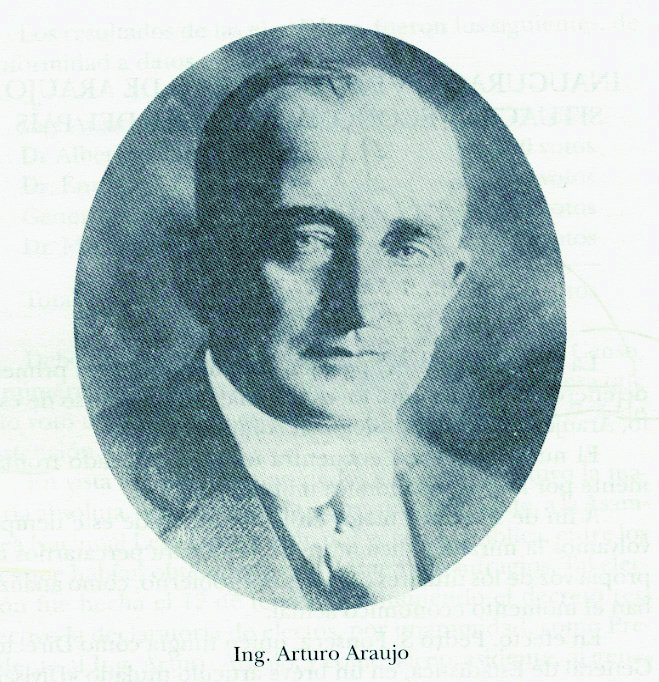
ing. Arturo Araujo.fue el presidente de El Salvador del 1 de marzo de 1931 al 2 de diciembre de 1931. Fue derrocado en un golpe militar liderado por oficiales subalternos, y se vio obligado a huir del país para Guatemala. Un líder agrícola e ingeniero, Araujo había sido elegido en lo que generalmente se considera como el primer concurso presidencial honesto del país.

A nueve meses de iniciada su presidencia, un grupo de militares del país apoyados por la oligarquía cafetalera unieron fuerzas y derrocaron al gobierno de Araujo, el 2 de diciembre de 1931, y crearon el Directorio cívico que le entregó el poder al general Maximiliano Hernández Martínez quien en ese entonces fungía como vicepresidente y Ministro de Guerra de la República.

### Muerte
Arturo Araujo murió en el Hospital Militar, el 1 de diciembre de 1967.